# 輕晨電
輕晨電樂團（英語： Morning call），台灣獨立樂團，由主唱隋玲、吉他手兼團長劉以豪、合成器余英吉、貝斯李孟書、鼓手夏大開於2009年成立，2011年開始演出至今。
2016年3月30日被《網路溫度計》提名十大台灣獨立樂團第三名。

## 簡介
輕晨電樂團秉持著即使在一片搖滾吶喊的衝撞裡也應該要有一些輕輕的聲音重量，所以他們音樂不只帶了電子、後搖、流行還多了很多另類、不同的感覺。輕晨電主要都是藉由網路平台發表自己創作的音樂給大家。另外單曲《Fine》以及《在那之後的海岸》在知名音樂網站《StreetVoice》電音類、搖滾類排行榜蟬聯數月的週冠軍。
吉他手兼團長劉以豪是台灣新生代人氣男演員。主唱隋玲畢業於文化大學戲劇學系，除了模特工作之外，平時也會接觸一些戲劇作品。貝斯手孟書原是伊林的模特，2017年參演學生短片《松奈》。

## 團員
| 職務      | 姓名           | 外文名         | 臉書                        | IG                               |
| --------- | -------------- | -------------- | --------------------------- | -------------------------------- |
| 主唱      | 隋玲           | Xina Sui       | 臉書 （页面存档备份，存于） | Instagram                        |
| 團長/吉他 | 劉以豪（以豪） | Jasper Liu/Ryu | 臉書 （页面存档备份，存于） | Instagram （页面存档备份，存于） |
| 貝斯      | 李孟書（孟書） | Sue            | 臉書 （页面存档备份，存于） | Instagram （页面存档备份，存于） |
| 鼓手      | 夏大開（大開） | Stephen Shia   | 臉書 （页面存档备份，存于） | Instagram （页面存档备份，存于） |

## 前團員
- 鍵盤/合成器：余英吉（小英）[4]
- 鼓手：哈魯 Halu

## 經歷

### 創團過程
輕晨電自2009年創團，團長兼吉他手劉以豪走紅前，默默地在為「輕晨電」做足準備，作為樂團的創團元老，花費1年時間陸續補齊成員才將樂團成軍。輕晨電在2011年開始演出，陸續在許多大小Livehouse表演，也在知名網路平台《Streetvoice》發表音樂創作作品，因此在獨立樂團圈獲得些許的知名度。2013年，輕晨電原鼓手Halu退出，樂團公開徵鼓手，大開才順利加入輕晨電。2015年，發行《我們背對著青春》單曲後才正式出道。

### 團員背景
團員來自四面八方，有不一樣的音樂背景。鼓手大開小時候是學朱宗慶打擊樂，直到上高中後才開始玩龐克團，當起鼓手和主唱。貝斯手孟書過去則是國樂派，很會拉二胡，上了高中後才加入熱音社開始玩吉他和Bass。
主唱隋玲高中時期才接觸樂團，高中畢業後就進入伊林模特兒公司，愛唱歌的她，當時因公司內部想組一個樂團且正好缺主唱，隋玲去徵選後即獲得主管認可，順利加入「輕晨電」，在除了擔任主唱，自己還會填詞。劉以豪從小受爸爸影響，開始玩木吉他，直到進了伊林娛樂，才接觸電吉他。
團員中，鍵盤手小英最資深，在加入伊林娛樂前，什麼樂風都玩過，包括在喪禮現場負責伴奏的那卡西，玩團經驗有14年。他雖不是團長，但豐富的經歷，讓他成為團裡的「嚴師」，剛開始為了讓所有團員的音樂水準到達一定高度以上，對大家都非常地嚴厲。

### 暫時休團
2016年，輕晨電年終巡演最後一站，在台北耶誕節演唱會，鍵盤手小英宣佈退團。由於小英參與其他樂團，但因簽約輕晨電，因此在他團表演時只能在幕後不能露臉，才有了退團的念頭。
由於小英的退出，大開在2017年畢業以及要服兵役，孟書需要休息休養身體，再加上劉以豪以及隋玲需要拍戲，因此團員有了共識，2016年巡演結束後即休息一段時間，宣告暫時休團。經紀人因此表示，將小英獨力完成的《孤獨三部曲》、《非甜蜜的歌》、《雨都》，這五首歌下架，尊重他的心血。經紀人也宣佈暫時不會另外補新團員，何時結束休團沒有一個確切的時間表，但對於未來不設限，期望哪一天輕晨電會以不同的面貌再度站上舞台。

## 作品

### 音樂作品
※線上單曲
- 2011年2月19日 單曲 羊裙
- 2011年2 月24日 單曲 Castle
- 2011年3月14日 單曲 法國片
- 2011年3月22日 單曲 Fine
- 2011年4月8日 單曲 跳房子
- 2011年4月27日 單曲 在那之後的海岸
- 2012年6月10日 單曲 宇宙中心看見
- 2013年5月6日 單曲 Harmony Searcher調和 / 尋者調和 feat.達闊 (short ver.)
- 2013年12月17日 單曲 Elephant Machine
- 2014年7月23日 單曲 無聲之詩
- 2014年8月26日 單曲 一切都沈睡了
- 2014年9月27日 單曲 Green
- 2014年11月28日 單曲 We are a part
- 2015年12月25日 單曲 聲體(練團室demo)

※單曲正式上架
- 2011年11月14日 單曲 Fine (收錄在StreetVoice冬季選集) [10][11]。
- 2015年6月5日 單曲 我們背對著青春 (Behind Youth)[12][13]
- 2015年6月26日 單曲 一切都沉睡了 (Deep Sleep)[14]
- 2015年7月10日 單曲 法國片 (French Film)[15][16]
- 2015年7月31日 單曲 Green[17]
- 2016年11月7日 單曲 漂浪之向[18]

※唱片
- 2016年3月18日 EP 夢的不正常延伸

※已下架的線上單曲
- 2016年11月21日 單曲 孤獨三部曲之壹《有軌電車難題》
- 2016年12月1日 單曲 孤獨三部曲之貳《52Hz的鯨魚》
- 2016年12月15日 單曲 孤獨三部曲之參《孤獨已是這世界的顯學》
- 2016年12月21日 單曲 非甜蜜的歌
- 2016年12月24日 單曲 雨都

### 影視演出
| 年份 | 播出頻道   | 作品                 | 性質                              | 角色 |
| 2013 | 衛視、公視 | 《沒有名字的甜點店》 | （劉以豪 主演，樂團成員客串演出） | 自己 |
| 2016 | LINETV     | 《迷徒第2季－CHLOE》 | （劉以豪 主演，樂團成員客串演出） |      |

### 廣告代言
| 代言年份 | 代言產品/活動 |
| 2015     | JINS眼鏡      |

### 書籍作品
- 2016年《輕晨電的六年三夜》－凱特文化

## 腳註
1. ↑  .   [2016-02-07]. （原始内容存档于2019-12-11）.
2. ↑  . 網路溫度計. 2016-03-30  [2016-03-30]. （原始内容存档于2021-01-21） （中文（臺灣））.
3. ↑  . Ettoday.   [2017-11-03]. （原始内容存档于2019-11-29）.
4. ↑  .   [2017-11-03]. （原始内容存档于2019-11-29）.
5. ↑  . 中時電子報.   [2017-11-03]. （原始内容存档于2019-12-12）.
6. ↑  . 文化一周.   [2017-11-03]. （原始内容存档于2019-06-11）.
7. ↑  . 聯合電子報.   [2017-11-03]. （原始内容存档于2017-11-07）.
8. ↑  . Ettoday.   [2017-11-03]. （原始内容存档于2017-11-07）.
9. ↑  .   [2015-11-11]. （原始内容存档于2017-11-07）.
10. ↑  .   [2017-11-03]. （原始内容存档于2020-11-03）.
11. ↑  .   [2017-11-03]. （原始内容存档于2019-12-07）.
12. ↑  .   [2017-11-03]. （原始内容存档于2021-01-31）.
13. ↑  .   [2017-11-03]. （原始内容存档于2020-11-02）.
14. ↑  .   [2017-11-03]. （原始内容存档于2020-11-22）.
15. ↑  .   [2017-11-03]. （原始内容存档于2020-12-29）.
16. ↑  .   [2017-11-03]. （原始内容存档于2020-09-23）.
17. ↑  .   [2017-11-03]. （原始内容存档于2021-11-19）.

## 外部連結
- 輕晨電的Facebook專頁
- 輕晨電的新浪微博
- 輕晨電 Morning Call Youtube頻道 （页面存档备份，存于）
- 輕晨電Streetvoice專頁 （页面存档备份，存于）
- 輕晨電 伊林娛樂官網專頁 （页面存档备份，存于）